# ایر اروپا
ایر اروپا (به انگلیسی: Air Europa) سومین شرکت هواپیمای بزرگ اسپانیا بعد از شرکت هواپیمایی ایبریا و ویولینگ است. پایگاه اصلی این شرکت در لیوچ مایور واقع شده‌است.

## مقصدهای پروازی

### قرارداد نماد مشترک
ایر اروپا با شرکت‌های هواپیمایی زیر قرارداد نماد مشترک دارد:
- آئروفلوت
- ارولینیاس آرژانتیناس
- آئرومکزیکو
- ایر فرانس
- ایر صربیا
- آلیتالیا
- اویانکا برزیل
- بینتر کاناریاس
- چاینا ایرلاینز
- هواپیمایی شرقی چین
- چک ایرلاینز
- دلتا ایرلاینز
- هواپیمایی اتیوپی
- هواپیمایی اتحاد
- گارودا ایندونزیا
- کاال‌ام
- کورین ایر
- هواپیمایی خاورمیانه
- هواپیمایی سعودی
- تی‌ای‌ام‌ئی
- تاروم
- ترکیش ایرلاینز
- ویتنام ایرلاینز
- ژیامن ایرلاینز